# Zzap!64

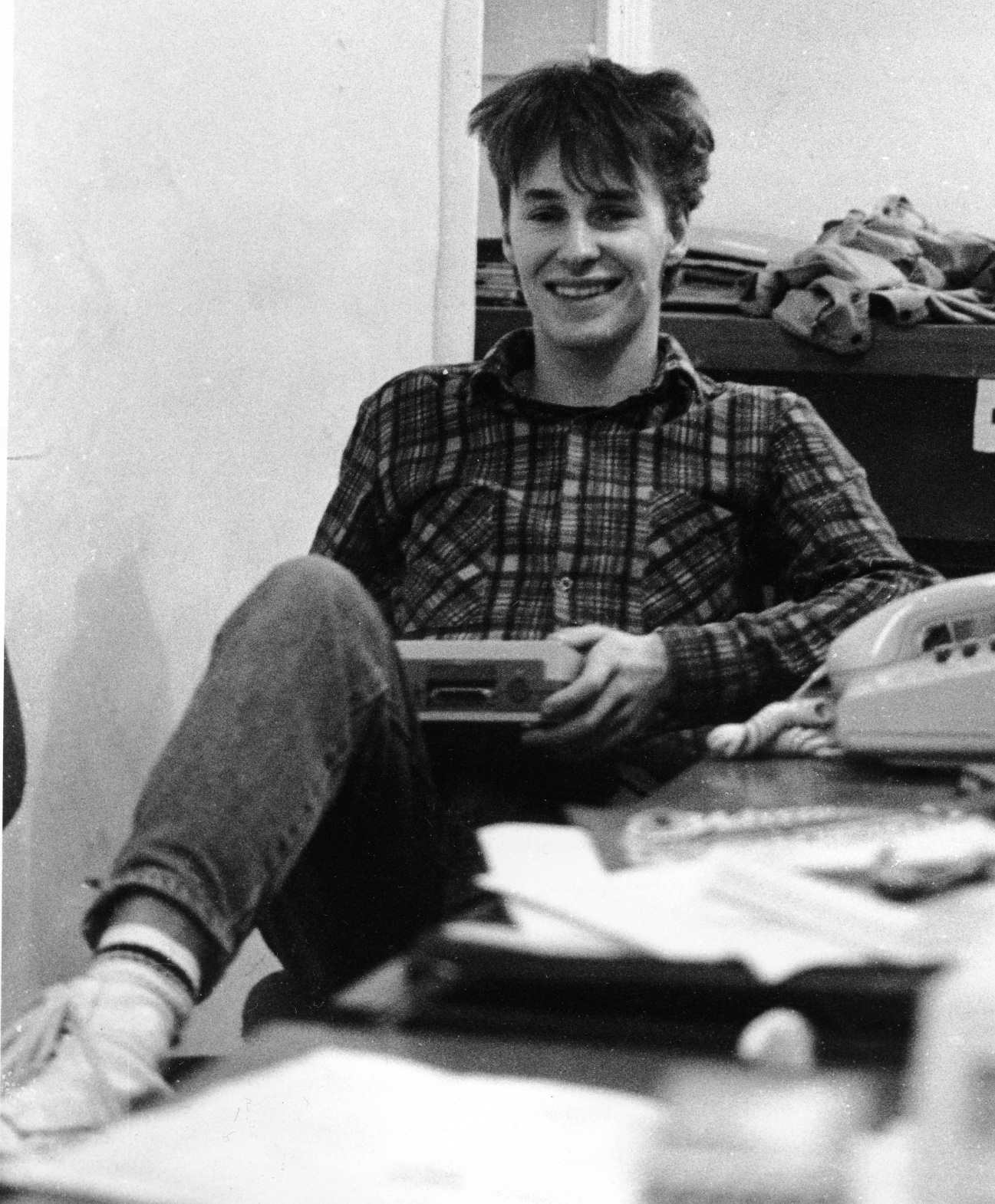
Jaz Rignall az első yeovil-beli szerkesztőségben, 1985

A Zzap!64 egy brit Commodore számítógépekre szakosodott folyóirat volt. Összesen 106 szám jelent meg 1985 és 1994 között, a legnagyobb példányszáma pedig meghaladta a 82 ezer példányt. Az utolsó 10 szám Commodore Force néven, de azonos formátumban jelent meg.

## Történet

### Első időszak (1985 májusꟷ1988 október)
Az újság fő tárgyát képező Commodore 64 (C=64) ekkor élte fénykorát, így az újságnak is ekkor ment a legjobban. Az eredetileg postai szoftverterjesztéssel foglalkozó Newsfield Ltd. második hírújságja volt a Zzap!64, melynek első három számát a somerseti Yeovilban készítették, majd ezután került át a szerkesztőség a cégközpontba, Ludlowba.
A siker titka abban állt, hogy az újság csak a videójátékokra fókuszált, míg más C=64-gyel foglalkozó lapok tele voltak hardver-, illetve programozási tartalmakkal, mely az átlag felhasználó számára nem volt érdekes. Átlagosan 130 oldal terjedelemben jelent meg és általában 28 körüli videójáték-bemutatót tartalmazott. A borítóterveket az újság teljes élettartama alatt, a kiadó egyik tulajdonosa, Oliver Frey készítette.
A főszerkesztők viszonylag sűrűn váltották egymást. Az első időszakban a szintén kiadó-résztulajdonos Roger Kean emelendő ki, aki egyéb kiadói elfoglaltságai miatt (ő volt a Crash nevű lapjuk főszerkesztője is) a már addig is besegítő Gary Pennek adta át a feladatot. Az egyik legtovább az újságnak dolgozó szerkesztő Julian "Jaz" Rignall volt.

### Második időszak (1988 novemberꟷ1990 szeptember)
Ebben az időszakban a C=64-es tartalmak mellett Amigára készült videójátékok ismertetői is megjelentek a lapban, melynek neve Zzap!64 Amiga lett. Átlagban 21 játékbemutató készült C=64-re havonta. Első női cikkíróként mutatkozott be Katharina "Kati" Hamza "Chuck Vomit" írói álnéven a Kaland rovatban. Az 1988 decemberi karácsonyi különszám volt a legnagyobb terjedelmű Zzap!64 kiadvány a maga 228 oldalával, egyben az utolsó karácsonyi különkiadás.
Ebben az időszakban kezdődött a rétegigényt kielégítő rovatok megszűnése és íróik távozása, így például Nik Wild/Harlequin, vagy Philippa. Ahogy a hirdetésekből bejövő bevételek csökkentek, úgy csökkent az oldalszám is 100 alá, majd kb. 15 hónapig beállt 84-re. A 47. szám teljesen újra lett tervezve, cél a színesebbé tétel volt. Bevezették a C=64 és Amiga platformokra is kiadott videójátékok közös ismertetését, amennyiben egyszerre jelent meg mindkettőre. Végül a kiadó vezetése egy hirtelen döntésével megvált a teljes ismertetőket készítő csapattól, kvázi bűnbakként kezelve őket az eladott példányszám visszaeséséért.

### Harmadik időszak (1990 októberꟷ1991 május)
A 66. szám teljes újratervezésen esett át. A C=64 piac valamelyest magára talált (C=64 Game System megjelenése), melyet látva a lap visszakapta eredeti nevét, a Zzap!64-et és havonta 18 körüli ismertető jelent meg C=64 játékokról. A szerkesztői stáb nagyjából állandó maradt, a példányszám pedig visszament 100-ra. Végül a 73. számban jelentek meg utoljára amigás cikkek, mely ennek az időszaknak a lezárása is egyben.

### Negyedik időszak (1991 júniusꟷ1992 november)
Erre az időszakra már a C=64 piac erőteljes zsugorodása és új játékkonzolok megjelenése és felemelkedése volt a jellemző. Az ismertetőknél ismét egyetlen, a fő cikkíró véleménye lett a mérvadó, mint a legelső számok esetén. Az eredeti kiadó, Newsfield egyre nehezebb helyzetbe került és 78. szám volt az utolsó az ő kiadásukban, majd nem sokkal ezután csődbe is mentek. Novemberi szám nem is jelent meg, mert a kiadói jogokat és feladatokat átvevő, újonnan alapított Europress Impactba történő átmenet jó egy hónapot vett igénybe.
Az új cég szintén Roger Kean és Oliver Frey, valamint Jonathan Rignall alapításával alakult meg. A szerkesztők közül távozott Robin Hogg és vele a Kaland rovat állandó jellege is megszűnt. A megjelenő új játékszoftverek csökkenésével az eddig csak rövid ismertetővel bemutatott olcsó, ún "budget" videójátékok is teljes ismertetőket kaptak. Az utolsó, Zzap!64 néven megjelent szám a 90., mely "gyűjtői" megnevezéssel jött ki és tájékoztatott, hogy a következő hónaptól nem 91. szám, hanem egy új névvel, Commodore Force néven folytatódik az újság kiadása.

### Ötödik időszak (1992 decemberꟷ1994 február)
Valójában nem új magazin indult, hiszen a 90. szám dizájnja megegyezett a Commodore Force kinézetével és tartalmával. Az első szám novemberben jelent meg, ennek ellenére "1993 januári" címkét kapott. 16 szám jelent meg ezen a néven, amikor is az új kiadó is csődbe ment. A fő témát adó C=64 nem rendelkezett már többé jelentős piaci erővel, így a havi ismertetők száma is 7-re csökkent. A 10. szám egyben a jubileumi 100. kiadás is volt. A 16./106. szám után hirtelen jelentett csődöt a kiadó, így nem volt ún. "utolsó" szám.

### Zzap! – az olasz meló
1986 májusában Zzap! néven, a Hobby Srl kiadásában olasz nyelvű változata jelent meg az újságnak, mely azonban nem csak a C=64 platformmal foglalkozott, hanem Commodore 16, ZX Spectrum, MSX és 8-bites Atari játékkonzolokkal is. A struktúra, a C=64 cikkek, a szerkesztői előszavak, az értékekelési rendszer a Zzap!64 mintájára készült, illetve angolból lett olasz nyelvre fordítva, a többi platformot érintő cikkek pedig Olaszországban készültek eleve olaszul. Évente 11 szám jelent meg, az augusztus kivételével, ami általános nyaralási uborkaszezon Olaszországban.
A Zzap! 1986 május és 1992 vége között a brit újsággal karöltve, majd 1993 folyamán az olasz kiadású The Games Machine mellékleteként jelent meg. 1996 szeptembere és 1999 júniusa között hivatalos weboldaluk is üzemelt. Dario "DarkJ" Rodonò alapításával 2002-ben indult a Zzap.it projekt (Progetto Zzap.it), majd ugyanebben az évben az olasz Xenia Edizioni gondozásában kiadtak egy 85. digitális számot. A projekt célja elsősorban a korabeli számok archiválása és publikálása.
2021 március elején az Airons di Vigevano kulturális egyesület megkezdte új, PDF-formátumú elektronikus lapszámok publikálását Zzap! néven. Az elődhöz hasonlóan több számítógépplatformmal is foglalkozik az online sajtótermék, így C=64-gyel, Spectrummal és Amigákkal. Az évente megjelenő négy számot az egyesület tagjai kaphatják tagdíj befizetés ellenében, mely tagság egy év után megújítandó.

## Szerkesztőségi csapat
A Zzap!64 szerkesztői csapatában hosszabb-rövidebb ideig résztvevő szerkesztők listája.
- Chris Anderson
- Bob Wade
- Roger Kean
- Gary Penn
- Julian "Jaz" Rignall
- Gary Liddon
- Sean Masterson
- Steve Jarratt
- Dan Gilbert
- Paul Glancey
- Matthew "Maff" Evans
- Katharina "Kati" Hamza
- Robin Hogg
- Mark Caswell
- Carl Rowley
- Gordon Houghton
- Ciarán Brennan
- Richard Eddy
- Lucy Hickman
- Stuart Wynne
- "Footy" Phil King
- Steve Shields
- Dominic Handy (aka Paul Sumner)
- Warren Lapworth
- Paul Rand
- Nik Wild
- Massimo Valducci